# محمد عطریانفر
محمد عطریانفر (زاده ۱۳۳۲ در اصفهان) روزنامه‌نگار و سیاست‌مدار ایرانی و عضو شورای مرکزی حزب کارگزاران سازندگی ایران است. عطریانفر از سال ۱۳۶۸ تا ۱۳۷۲ در دورهٔ وزارت عبدالله نوری، معاون سیاسی و اجتماعی وزیر کشور بود.
عطریانفر سردبیر روزنامه همشهری از بهمن ۱۳۷۱ تا تیر ۱۳۸۲، رئیس شورای سیاست‌گذاری روزنامه شرق و هفته‌نامه شهروند امروز و عضو و رئیس اولین شورای شهر تهران بوده‌است.

## زندگی‌نامه
وی پس از اخذ دیپلم در اصفهان وارد دانشگاه صنعتی شریف شد تا در رشته مهندسی نفت تحصیل کند، بین سال‌های ۱۳۵۴ تا ۱۳۵۷ دو بار به‌دلیل همکاری با مجید شریف واقفی دستگیر شد.
با پیروزی انقلاب ۱۳۵۷ وی در حلقه هواداران سید جلال‌الدین طاهری بود. همچنین حضور در واحد پخش خبر صدا و سیما، روزنامه کیهان در دوره خاتمی (۱۳۶۰ تا ۱۳۶۲)، سازمان صنایع ملی (۱۳۶۳)، معاونت صنایع دفاع (۱۳۶۳)، وزارت کشور در دوران محتشمی‌پور و عبدالله نوری (۱۳۶۴ تا ۱۳۷۲) از سوابق دیگر عطریانفر است.
عطریانفر از اعضای ارشد حزب کارگزاران سازندگی است. او در انتخابات سال ۱۳۸۸ به تبلیغ برای میرحسین موسوی پرداخت. او در کارنامه خود عضویت در شورای سیاست‌‌گذاری روزنامه شرق و هفته‌نامه شهروند امروز و عضویت در شورای شهر تهران را دارد.

### بازداشت در سال ۱۳۸۸
پس از انتخابات ریاست‌جمهوری دهم و در پی اعتراضات گسترده به نتایج اعلام‌شده انتخابات، در تاریخ ۲۲ خرداد ۱۳۸۸ عطریانفر نیز بازداشت و زندانی شد و در اولین جلسه محاکمه متهمان حوادث پس از انتخابات، به عنوان متهم شرکت کرد و سپس در یک کنفرانس تلویزیونی به بیان اظهاراتی در زمینه عدم تقلب در انتخابات پرداخت.
او در دادگاهی به ریاست قاضی صلواتی به ۶ سال حبس محکوم شد. اتهام او در این دادگاه، اقدام علیه امنیت ملی بود.
وی پس از گذشت بیش از یک‌ماه از بازداشتش در دادگاه و با حضور خبرنگاران و رسانه‌های اصولگرا به همراه محمدعلی ابطحی از دیگر فعالان سیاسی جناح اصلاح‌طلب ایران حاضر شد و در موضعی متفاوت از فعالیت‌های سیاسی خود اظهار ندامت نمود. وی در بخشی از اظهارات خود با اشاره به سابقه زندانی‌شدنش در سال‌های قبل از انقلاب گفت: «همه چیز ما از آن خداست و امام خمینی نیز به اتکای خدا و نیروهای مردمی انقلاب کرد. بنده قبل از انقلاب دو بار در زندان به سر بردم و هنگامی که فروردین ماه ۵۷ از زندان آزاد شدم هیچ‌گاه احتمال سرنگونی نظام طاغوت را نمی‌دادم اما امام خمینی متکی به توان الهی و مردم انقلاب را پیروز کرد.»
عطریانفر در آذر ۱۳۸۸ با یک وثیقه ۵۰۰ میلیونی از زندان آزاد شد. او پس از آزادی گوشه‌گیر شد و حتی از برقراری تماس تلفنی با سران جنبش سبز اجتناب کرد. همسر او نیز در دوران بازداشت او هرگونه ملاقات با موسوی و کروبی را رد می‌کرد.

## دیدگاه‌ها
وی در گفتگویی که با روزنامه ایران داشته  گفته است: «برخی داخل ایران نشسته‌اند و می‌گویند نه غزه، نه لبنان، جانم فدای ایران؛ اینها چرندیات است و ما باید حتماً هزینه‌های حزب‌الله را بدهیم».